# Áno Apóstoloi
Áno Apóstoloi är en ort i Grekland.   Den ligger i prefekturen Nomós Kilkís och regionen Mellersta Makedonien, i den norra delen av landet, 300 km norr om huvudstaden Aten. Áno Apóstoloi ligger 164 meter över havet och antalet invånare är 306.
Terrängen runt Áno Apóstoloi är lite kuperad. Runt Áno Apóstoloi är det ganska glesbefolkat, med 43 invånare per kvadratkilometer. Närmaste större samhälle är Kilkis, 11,5 km nordost om Áno Apóstoloi. Trakten runt Áno Apóstoloi består till största delen av jordbruksmark.